# Curt Querner

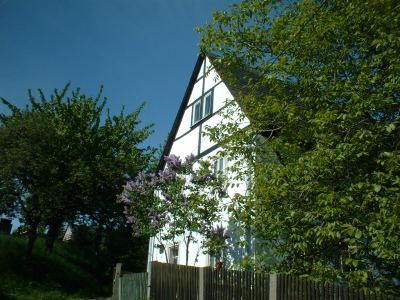
Quernerhaus in Börnchen

Curt Querner (* 7. April 1904 in Börnchen; † 10. März 1976 in Kreischa) war als Maler ein Vertreter der Neuen Sachlichkeit. Zeitlebens war er in seinem künstlerischen Grundkonzept dem Realismus verpflichtet.

## Leben
Curt Querners Eltern waren beide gehörlos; er selbst führte darauf zu nicht geringen Teilen die Tatsache zurück, dass er die Welt mit den Augen zu erkennen lernte. Nach Abschluss der Schlosserlehre und der Gewerbeschule in Freital 1921 arbeitete er als Fabrikschlosser in Glashütte, Freital und Bannewitz.
1926 begann Querner, an der Dresdner Kunstakademie zu studieren. Er belegte Malklassen bei Richard Müller, Georg Lührig und Otto Dix. Obwohl Querner nur wenige Monate in der Malklasse von Otto Dix studierte, gehört Querner heute zu den bekanntesten Dix-Schülern.
Sein Studium finanzierte Querner durch Arbeit in einer Seilerei und als Hausierer für Seilerwaren. Den Weg von seinem elterlichen Haus in Börnchen zur Kunstakademie in Dresden legte er zu Fuß zurück. Unter dem Eindruck der zunehmenden Politisierung der Gesellschaft verließ Querner 1930 vorzeitig die Akademie und trat der Künstlergruppe Asso und der KPD bei, um sich, wie viele seiner Kollegen, stärker politisch zu engagieren. Im Januar 1931 hatte er seine erste Ausstellung in der Galerie Junge Kunst von Josef Sandel in Dresden. Aus der KPD trat er später wieder aus und anschließend nie wieder in eine politische Partei ein.
Im Jahr 1933 heiratete er Regina Dodel, die Schwester seines Studienfreundes und Malers Wilhelm Dodel. Im gleichen Jahr wurde seine Tochter Yvonne geboren. Beim Besuch der Ausstellung „Spiegelbilder des Verfalls in der Kunst“ wurde er festgenommen und verbrachte drei Tage in Haft.
Von 1932 bis 1937 lebte Querner von der Arbeitslosenfürsorge, obwohl er praktisch täglich ein Bild malte. Er arbeitete häufig im Freien, egal bei welchem Wetter. Seine Motive waren Landschaften des Vorerzgebirges um seinen Heimatort Börnchen sowie dörfliche Motive wie Bauernhäuser oder Bauern bei der Arbeit. Es entstanden auch Werke nach städtischen Motiven aus den armen Vorstädten von Dresden. Die vielen Porträts malte er immer wieder nach den gleichen Modellen. Durch seine Armut konnte er nur die Modelle einladen, die am wenigsten Geld verlangten. Es waren Bauersfrauen und Kinder aus seinem Heimatdorf Börnchen, aber auch aus der Nachbarschaft seines armen Vorstadtquartiers. Aufgrund seiner materiellen Not entstanden in dieser Zeit nur wenige Ölgemälde. Die aus den 1930er Jahren erhaltenen Ölbilder zählen zu seinen Hauptwerken. Er hatte sich die Maltechnik des Verismus angeeignet und maß sich in seinen Tagebüchern mit Lucas Cranach. Seine bevorzugten Malweisen waren bis zum Lebensende Aquarelle sowie Zeichnungen. Beim Aquarellieren entwickelte er eine Nass-in-Nass-Technik, die für sein gesamtes späteres Werk charakteristisch wurde.
In der Zeit des Nationalsozialismus war Querner Mitglied der Reichskammer der bildenden Künste. Für diese Zeit ist seine Teilnahme an zwölf großen Ausstellungen und 1940 eine Einzelausstellung mit Johannes Ufer (1874–1958) und Hans Spank in der Kunsthütte Chemnitz sicher belegt.
1940 wurde Querner zur Wehrmacht eingezogen, kam 1943 nach Norwegen und von 1945 bis 1947 in französische Kriegsgefangenschaft. 1947 kehrte er zu seiner Familie nach Börnchen zurück, da seine Dresdner Wohnung ausgebombt war. Mit seinem Stadtatelier verlor Querner einen großen Teil seines Werkes.
Auch nach der Rückkehr aus der Kriegsgefangenschaft konnte Querner nur sehr mühsam von seinen Bildern leben. In den 1950er Jahren schuf er mit Paul Schier in der Grundschule Oelsa acht Wandgemälde. Sie erhielten dafür zusammen 1000 Mark und freies Logis bei Bauern des Dorfs. Die Bilder wurden nach 1965 übermalt. Einige Fotoaufnahmen befinden sich im Schul- und Heimatmuseum Dippoldiswalde.
Ende der 1940er Jahre wurden bedeutende Bilder u. a. von der Nationalgalerie Berlin und der Galerie Neue Meister in Dresden erworben. Daneben bekam er einige öffentliche Aufträge zur Gebäudeausgestaltung.
Querner war Mitglied des Verbands Bildender Künstler der DDR und in der Ostzone bzw. der DDR auf vielen wichtigen Ausstellungen vertreten, u. a. von 1946 bis 1978, außer 1953, auf allen Deutschen Kunstausstellungen bzw. Kunstausstellungen der DDR in Dresden.
Erst Anfang der 1960er Jahre wurde er vom offiziellen Kunstbetrieb der DDR als proletarisch-revolutionärer Künstler (wieder-)entdeckt. Gleichzeitig nahmen seine künstlerische Anerkennung beim Dresdner Publikum sowie darüber hinaus zu, was sich sowohl in Malaufträgen als auch in Verkäufen seiner frei erstellten Arbeiten zeigte. Somit war endlich die lebenslange materielle Not gebannt.
Querner war ein Künstler, der großen Wert auf Unabhängigkeit legte. Die hohen eigenen Maßstäbe bezüglich künstlerischer Qualität und persönlicher Integrität forderte er auch bei anderen ein. Mit diesen Ansprüchen grenzte er sich vom staatsoffiziellen Kunstbetrieb ab und hatte ein strenges Urteil gegenüber seinen Malerkollegen.
Zeit seines Lebens war er sehr eng mit dem Freitaler Ehrenbürger Hellmuth Heinz (1904–1994) befreundet.
In der Tageszeitung Dresdner Neueste Nachrichten wurde er im Jahre 2000 zu einem der „100 Dresdner des 20. Jahrhunderts“ gewählt.

## Auszeichnungen
- 1959: Kunstpreis der Stadt Freital

- 1971: Käthe-Kollwitz-Preis
- 1972: Nationalpreis der DDR

## Fotografische Darstellung Querners
- Christian Borchert: Curt Querner (1975; Sächsischer Kunstfonds)[6]
- Siegfried Huth: Curt Querner (1972; Kupferstichkabinett Dresden)[7]

## Ausstellungen nach 1945 (unvollständig)
- Curt Querner – Ausstellung zum 50. Geburtstag. Rat der Stadt Freital, 1954
- Curt Querner. Gemälde – Zeichnungen – Aquarelle, 1926 bis 1963. Kulturhistorisches Museum Magdeburg, 1963
- Neuerwerbungen der Städtischen Kunstsammlung Freital. 100. Sonderausstellung im Haus der Heimat Freital 1966
- Die Landschaft des Kreises Freital in der Bildenden Kunst der Gegenwart. Haus der Heimat Freital, 1967
- Vom Werden des neuen Menschen. Das Menschenbild in der Kunst Dresdens 1946–1971. Staatliche Kunstsammlungen Dresden, 1971
- Curt Querner. Aquarelle und Zeichnungen, 1927 bis 1972. Staatliche Kunstsammlungen Dresden, Kupferstichkabinett, 1972
- Curt Querner. Gemälde und Aquarelle. Ausstellung unter dem Patronat der Botschaft der DDR in Wien, Wien 1973
- Curt Querner. Ausstellung anläßlich seines 70. Geburtstages. Staatliches Museum Schwerin, 1974
- Curt Querner – 70 Jahre. Zeichnungen und Aquarelle. Haus der Heimat Freital, 1974

### Postum
- Curt Querner 1904–1976. Gemälde, Aquarelle, Zeichnungen. Künstlerhaus Wien, 1979
- Curt Querner – 1904–1976. Ölbilder, Aquarelle, Zeichnungen. Haus der Heimat Freital, 1979
- Curt Querner. Gemälde, Zeichnungen, Aquarelle. Gedenkausstellung zum 80. Geburtstag. Galerie Rähnitzgasse Dresden, 1984
- Curt Querner 1928–1975. Malerei, Aquarelle und Zeichnungen. Anläßlich des 80. Geburtstages des Künstlers. Galerie am Sachsenplatz Leipzig, 1984
- Curt Querner. Aquarelle und Zeichnungen. Zentralinstitut für Kernforschung Rossendorf bei Dresden, 1987
- Curt Querner, Malerei und Zeichnungen. Staudenhofgalerie Potsdam, 1988
- Curt Querner, Aquarelle, Zeichnungen, Gemälde. Galerie A Berlin, 1988
- Curt Querner 1904–1976, Gemälde, Aquarelle, Zeichnungen. Kunstsammlung Gera und Otto-Dix-Haus Hemmenhofen, 1999
- Curt Querner im Osterzgebirge. Museum Osterzgebirgsgalerie im Schloss Dippoldiswalde, 2000
- Curt Querner – Das malerische Werk. Staatliche Kunstsammlungen Dresden, Galerie Neue Meister, 8. April bis 26. Juli 2004
- Neue Sachlichkeit in Dresden. Staatliche Kunstsammlungen Dresden, Galerie Neue Meister, 1. Oktober 2011 bis 8. Januar 2012[8]